# 中国·玉环海岛文化节

首届中国海岛文化节的标志

第二届中国·玉环海岛文化节的标志

中国·玉环海岛文化节，前称中国海岛文化节，是一个在中华人民共和国浙江省台州市玉环县（今玉环市）举办两届的活动，分别于2004年9月23日至25日和2009年11月8日至11月17日举办，是浙江省18个重点扶持文化节庆活动之一。
首届中国海岛文化节共有15个海岛县代表团参加，其中13个代表团来自中国大陆，2个代表团来自臺灣。开幕式晚会由15个海岛县代表团分别选送节目。在三天的活动中，举行了图片展、越剧演出、文艺踩街表演等活动。第二届活动改名为中国·玉环海岛文化节，共有16个海岛县代表团参加，其中13个代表团来自中国大陆，3个代表团来自臺灣。第二届活动以“三个特色节”和“一个交流”为主线。闭幕式于11月13日在玉环经济开发区举行。

## 背景

玉环市地图

玉环是全国14个海岛县之一，境内多有岛屿、海礁。漩门港堵港截流促淤工程完工后，玉环岛与楚门半岛通过漩门大坝而连通。至此，玉环全境由玉环－楚门半岛及鸡山、披山、洋屿、大鹿、茅埏、横床等55个岛屿组成。其中，玉环本岛面积达170平方千米，是浙江省第二大岛。。玉环曾于1996年11月承办第八次全国海岛市县（区）长联席会议。
举办“海岛文化节”的构想最早于2003年诞生，3月7日，当地官员吕振兴在《玉环报》的一篇文章上提出申办。为了承办活动，玉环陆续建设了“玉环县科技文化中心”、玉环大剧院等建筑。活动举办日期曾一度定为2003年10月，但未能如愿。次年4月，争取申办文化节成为2004年玉环县委县政府的重点工作之一。

## 第一届

### 概况
首届中国海岛文化节于2004年9月23日开幕，同月25日闭幕，是第七届中国艺术节群众文化活动的一个重要组成部分。首届中国海岛文化节的节歌为《玉环岛之歌》，由国家一级编剧白云海和作曲家叶小刚以玉环民间小调和越剧元素为素材创作。为节日活动创作节歌為中國首次做法。而会徽则由马亚兵设计，以汉字“文”为基本设计元素，由红、黄、蓝、绿四种颜色构成。另外这次活动还限量发行圆形纪念章1000枚，纪念章表层镀银，正反两面刻有会徽，周边的花环则寓意全国海岛县共聚共庆。

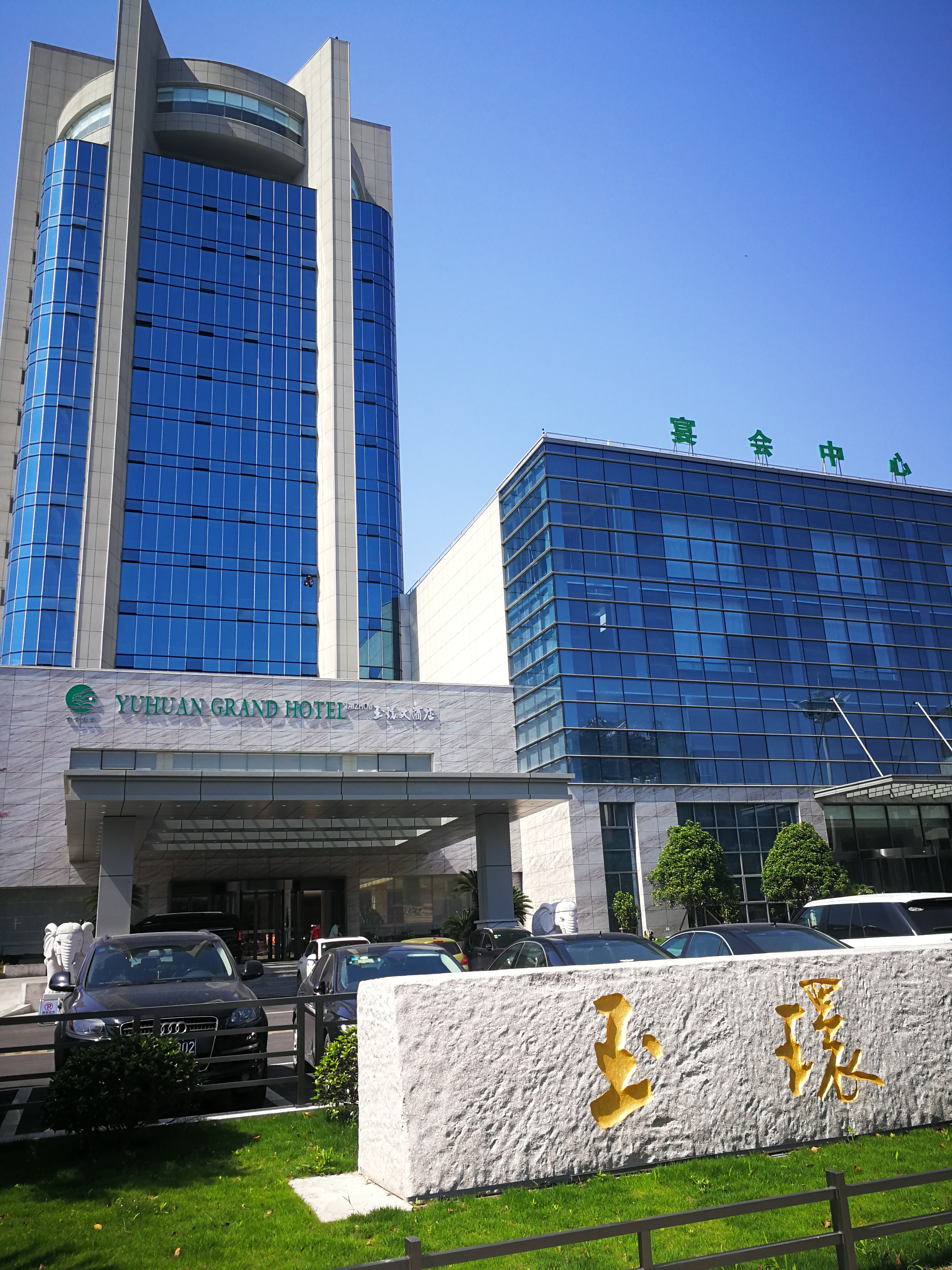
各海岛县代表团的下榻地玉环大酒店

本次活动共有15个海岛县代表团参加，除了中国大陆13个海岛县以外，还有臺灣的金门、澎湖两个代表团参加。
| 东道主：浙江省玉环县 |                             |
| 浙江省嵊泗县 | 浙江省岱山县                |
| 浙江省洞头县1 | 浙江省舟山市定海区          |
| 浙江省舟山市普陀区 | 广东省东海岛经济开发试验区2 |
| 臺灣金门县3 | 臺灣澎湖县3                 |
| 上海市崇明区 | 山东省长岛县                |
| 辽宁省长海县 | 福建省东山县                |
| 福建省平潭县 | 广东省南澳县                |
| 1 今温州市洞头区。 2 2010年4月并入湛江经济技术开发区。 3 金門縣在中華民國行政區劃層級上屬福建省，澎湖縣則屬臺灣省。 臺澎金馬不在中華人民共和國的實際管轄範圍內，詳见臺灣問題、臺海現狀。 |                             |

活动安保由玉环县公安局安全保卫工作指挥部负责，下设7个小组。这次活动的志愿者有两百多人报名，最终选出16名担任志愿者。9月8日，首届中国海岛文化节新闻发布会在台州市椒江区举行。

### 开幕式
2004年9月23日晚7时30分，首届中国海岛文化节在玉环大剧院开幕，开幕式由玉环县委副书记、县长陈伟义主持。文化部、省、市、县级官员、各界来宾和15个海岛县的代表团团长等出席开幕式。浙江省政协副主席李青宣布开幕。开幕式结束后，在玉环大剧院举行了主题为“渔乡丰姿”的全国海岛文化表演艺术展示活动。这台晚会由中央电视台导演陈健骊担任导演，时长2小时，于当晚10时30分左右结束。在开幕式晚会上表演的有小提琴家盛中国，相声演员刘伟、赵炎，音乐评书创始人雪村等。15个海岛县代表团各自选送节目表演。

### 活动
作为首届中国海岛文化节的一部分，首届中国海岛风情图片展于首日在玉环县城关镇（今玉城街道）康育路步行街开幕。该图片展分为自然风光和民俗风情两部分，共展出7组图片、35个展板、70幅画面，采用大型灯箱的形式。9月24日在步行街上举办的“梨园海韵”越剧之夜演出于晚上7时20分开幕，9时50分结束，演出的剧目《春草闯堂》是玉环县越剧团的传统保留节目。9月24日上午举行了作家高洪波的文丛《七彩榴岛》首发式暨作品讨论会。文化节期间来自中国作协等机构的多位作家赴玉环多地进行采风活动。

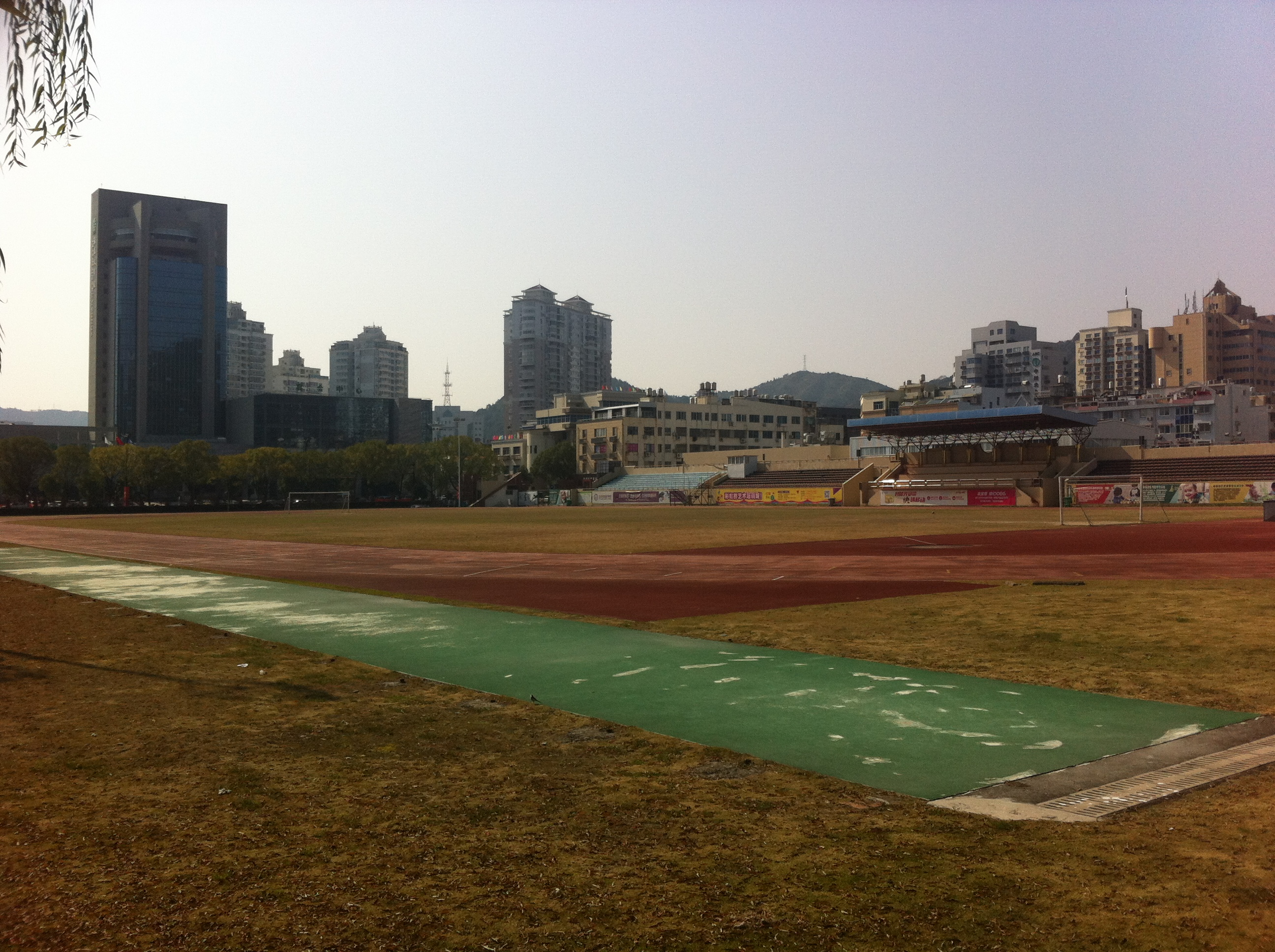
闭幕式的举行地玉环体育中心

### 闭幕式
首届中国海岛文化节的闭幕式于2004年9月25日晚7时10分在玉环县体育中心（即玉环县体育馆）举行。同时举行的还有“潮涌榴屿”文艺踩街。闭幕式由玉环县常务副县长潘旭辉主持，玉环县委书记李剑飞宣布闭幕。5分钟的烟火表演后进行“潮涌榴屿”文艺踩街表演。这一表演由23辆彩车、7个表演方队、14个民间表演团队、2000多名群众出演，节目均是从民间选送。表演群众从县体育中心出发，分别沿玉兴路、广陵路、长乐路到达玉环县科技文化艺术中心。表演约在晚上9时30分结束。

## 第二届

### 概况
借着中国海岛文化节于2008年9月被列入浙江省18个重大节庆的契机，第二届中国·玉环海岛文化节于2009年11月在玉环举办，全部活动最早于11月8日开始，最晚于11月17日闭幕，活动高潮时间为11月12日到13日。本届活动由中华人民共和国文化部社会文化司、国家海洋局海域和海岛管理司、浙江省文化厅和台州市人民政府联合主办，中共玉环县委、玉环县人民政府承办。第二届中国·玉环海岛文化节以“和合、发展”为主题，以玉环文旦节、渔家美食节和企业文化节“三个特色节”和海峡两岸文化的“一个交流”为主线。本次活动共有16个海岛县的代表团参加。

### 筹备工作
本届活动公开向社会招募的志愿者人数达到208人，比首届活动招募的志愿者人数高出12倍。玉环县公安局与首届活动一样，提前制定和部署活动安全保卫方案，并出动警力两千余人投入安保。另外，为了顺利筹备第二届活动的两岸文化交流环节，2009年9月24日至25日，玉环县赴台文化考察团先后前往台湾的基隆市、宜兰县、澎湖县进行沟通交流。
2009年10月21日上午，由玉环县旅游局主办的玉环名菜“渔家十八碗”、“玉环特色点心”烹饪大赛結束，评出了“渔家十八碗”和“玉环特色点心”。這些具有玉环饮食特色的食物在第二届中国·玉环海岛文化节的渔家美食节上，以现场制作的方式进行展示。11月5日，第二届中国·玉环海岛文化节记者会在台州市椒江区举行。

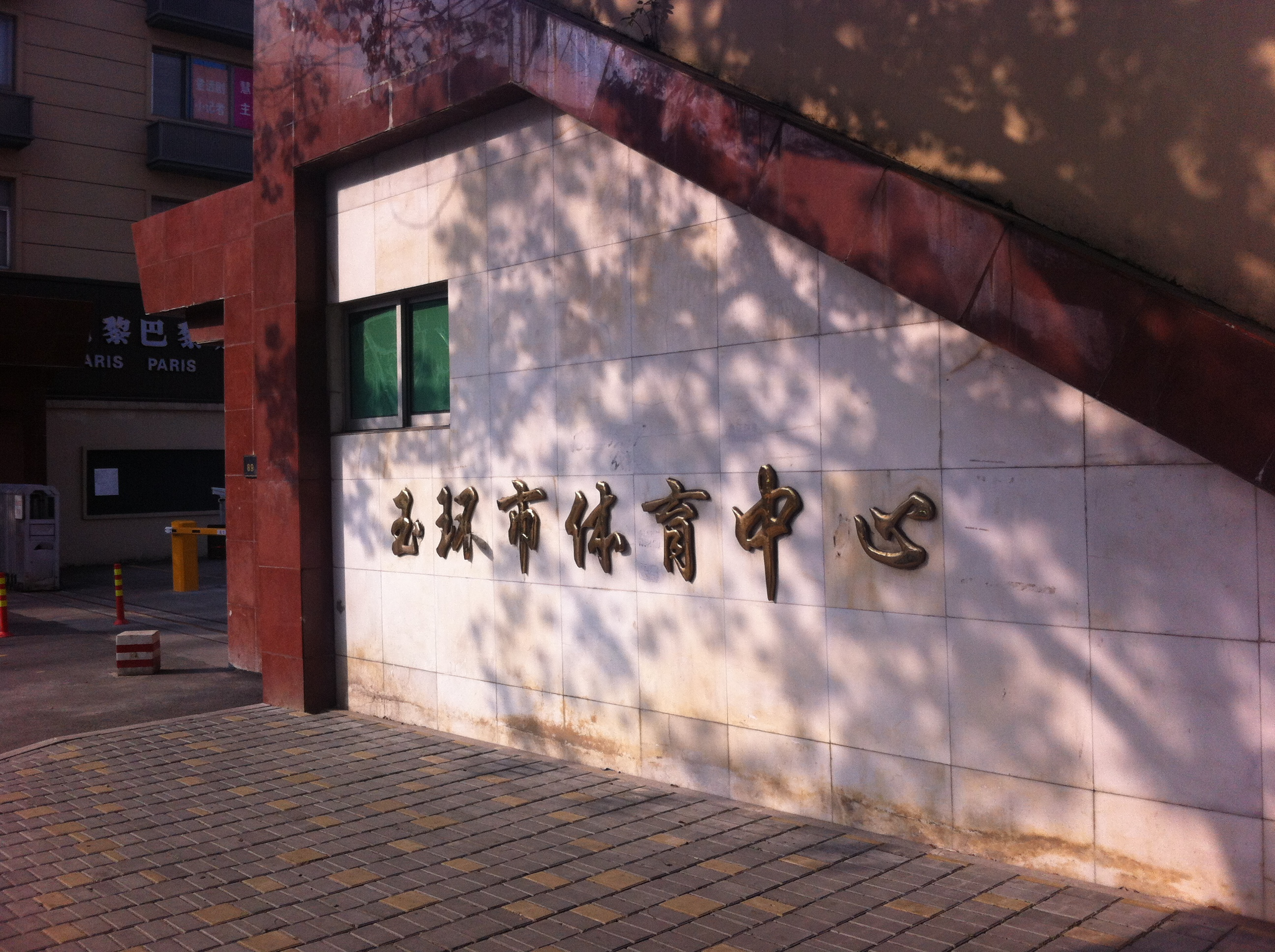
第二届活动开幕式的举行地玉环体育中心

### 开幕式
2009年11月8日，第二届中国·玉环海岛文化节以“海岛梨园·百姓舞台”系列活动的开幕正式拉開帷幕。2009年11月12日上午，第二届中国·玉环海岛文化节开幕式在玉环县体育中心举行。玉环县委副书记、县长王国忠主持开幕仪式。上午9时20分，浙江省人大常委会副主任程渭山宣布第二届中国·玉环海岛文化节开幕，时任台州市委副书记、代市长吴蔚荣和玉环县委书记柯昕野分别致辞。随后的“海岛和畅”大型文艺演出包含了5场歌舞表演。

### 活动

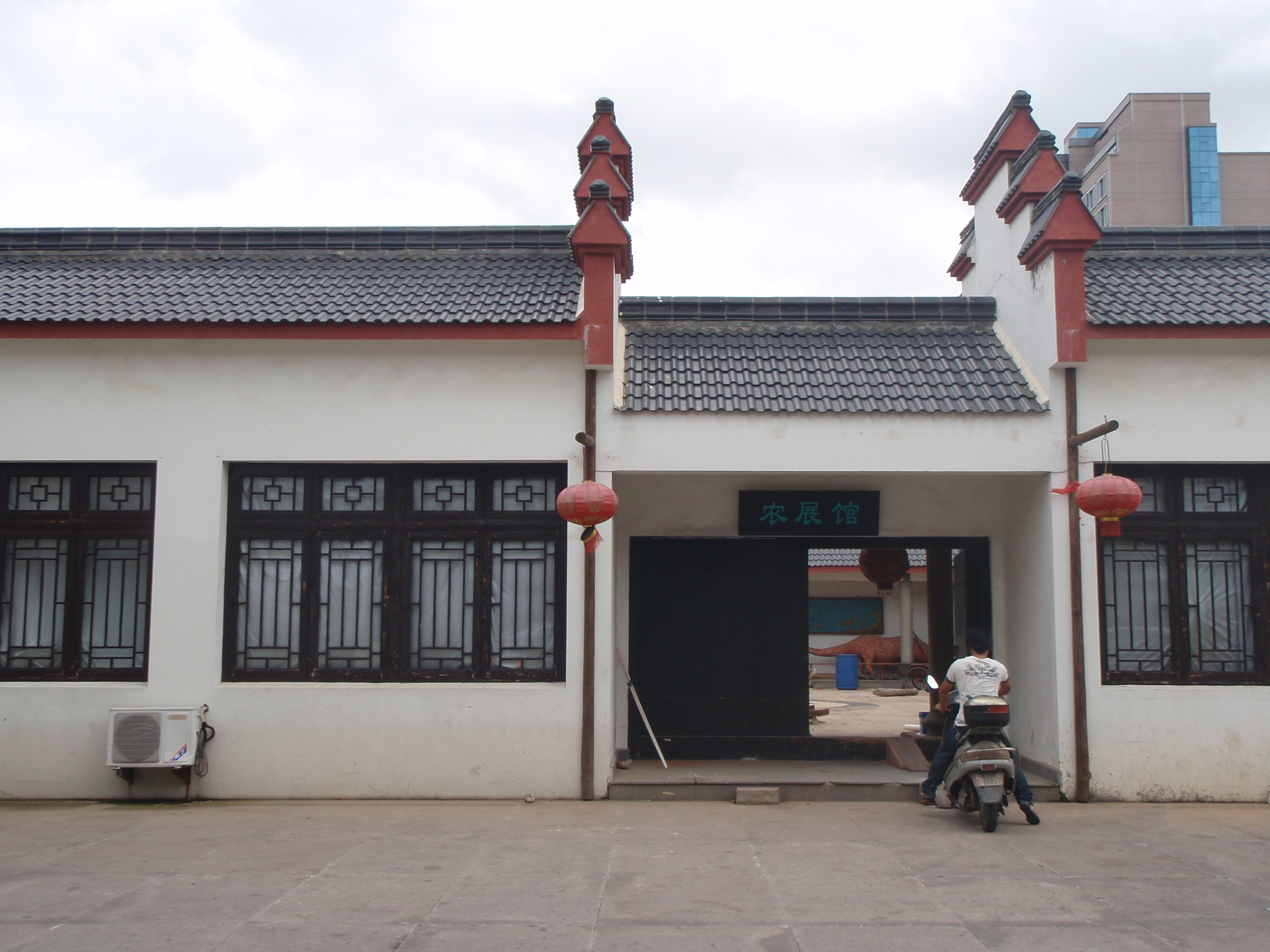
在第二届文化节上开园的漩门湾观光农业园内的农展馆

本届活动设置三个子节日：11月11日至12日在玉环漩门湾观光农业园举行的玉环文旦节，包含文旦节启动仪式、百家旅行社千人团文旦飘香游、文旦质量评比等活动；11月10至16日在玉城街道步行街举行的渔家美食节，包括美食节开幕式、美食大荟萃等活动；11月12日晚上在玉环大剧院举行的企业文化节，上演了企业文艺精品展演，并举行第三届中国五金特色经济城市市（县）长论坛。
第二届中国·玉环海岛文化节还开展了一系列两岸交流的活动，如在玉环大酒店二楼展厅于11日至14日举办的两岸海岛县书画精品展、11日至17日在玉环县体育馆举行的两岸海岛经济文化发展图片展和11月12日晚两岸女子篮球邀请赛等。两岸海岛县书画精品展中，展出了澎湖、金门等地18位书画家的23幅书画作品。
本届活动恰逢第十五次全国海岛联席会议，此次会议的首場于11月10日在福建省厦门市召开；于12日下午在玉环召开第二会场会议。会上，玉环等海岛县与金门、澎湖、宜兰等，在体育、书法、渔业、海岛文化等多个领域，签订了多个合作交流协议。五金特色经济论坛则于11日至12日召开；“海岛梨园·百姓舞台”系列活动则陆续开展于11月8日至12日晚上。11月11日至13日举行“海岛民俗文化展”系列活动。活动期间，一些车流量大的路段实行了交通管制。

### 闭幕式
2009年11月13日晚上，第二届中国·玉环海岛文化节闭幕式暨“欢乐中国行·魅力玉环岛”大型综艺晚会在玉环经济开发区湖滨广场舉行。晚会门票在晚会举行前通过玉环县广播电视台的短信平台抽取，在玉环县公证处的公证下，抽取玉环人和新玉环人各500名。晚上8时開始，由董卿主持，首先表演了歌舞《大海啊，故乡》，水木年华、梁咏琪、孙楠、宁静、李玖哲、林依轮、萧亚轩、费翔等明星隨後登场演唱。另外玉环本土歌手潘峰演唱了歌曲《梦想鼓》，玉环县文广新局选送了舞蹈《文旦花开》。时长达3小时的晚会于当晚11时左右，在董卿的《欢乐中国行》栏目主题歌《跟我出发》中结束。之后，中国中央电视台综艺频道《欢乐中国行》栏目播出了晚会的实况录像。11月17日，第二届中国·玉环海岛文化节隨著两岸海岛经济文化发展图片展而结束。